# Xã Lyndon, Quận Whiteside, Illinois
Xã Lyndon (tiếng Anh: Lyndon Township) là một xã thuộc quận Whiteside, tiểu bang Illinois, Hoa Kỳ. Năm 2010, dân số của xã này là 1.057 người.